# ألما لوبيز
ألما لوبيز (بالإسبانية: Alma Lopez)‏ هي رسامة مكسيكية، ولدت في 1966 في لوس موتشيس في المكسيك.

## وصلات خارجية
- الموقع الرسمي